# Christian Capone
Christian Capone (Vigevano, 28 april 1999) is een Italiaans voetballer die doorgaans als aanvaller speelt. Hij wordt door Atalanta Bergamo verhuurd aan Pescara.

## Clubcarrière
Capone is afkomstig uit de jeugdopleiding van Atalanta Bergamo. Hij werd tijdens het seizoen 2017/18 verhuurd aan Pescara. In de Serie B maakte hij zes doelpunten in vierentwintig wedstrijden. Tijdens het seizoen 2018/19 wordt de Italiaans jeugdinternational opnieuw verhuurd aan Pescara.

## Interlandcarrière
Capone speelde reeds voor meerdere Italiaanse nationale jeugdelftallen. In 2018 debuteerde hij in Italië –21.